# Ninoe palmata
Ninoe palmata är en ringmaskart som beskrevs av Moore 1903. Ninoe palmata ingår i släktet Ninoe och familjen Lumbrineridae. Inga underarter finns listade i Catalogue of Life.